# Kloster Lichtenthal
Das Kloster Lichtenthal (lat. Abbatia B.M.V. Lucidæ Vallis) ist eine Zisterzienserinnenabtei (Eigenschreibweise: Cistercienserinnen-Abtei) im Baden-Badener Stadtteil Lichtental.

## Geschichte

### 13. Jahrhundert
Gegründet wurde das Kloster Lichtenthal im Jahr 1245 von Markgräfin Irmengard von Baden (um 1200–1260) in unmittelbarer Nähe ihres Stammsitzes, der Burg Hohenbaden. Ihr Ehemann Markgraf Hermann V. von Baden (1180–1243) war drei Jahre zuvor am 16. Januar 1242 verstorben. Irmengard nannte das Kloster Lucida vallis („helles Tal“) – vermutlich in Anlehnung an das berühmte, von Bernhard von Clairvaux im 12. Jahrhundert gegründete Kloster Clara vallis (Clairvaux) in Frankreich. Die massive Ausbreitung des Zisterzienserordens innerhalb von Europa, angeregt durch die Äbte Alberich von Cîteaux und Stephen Harding, hatte vermutlich auch in Irmengard den Wunsch nach der Gründung eines Frauenklosters bestärkt. Zudem waren auch Verwandte von ihr an der Neuschaffung einiger Konvente beteiligt: Ihr Vater Heinrich I. hatte 1227 das Zisterzienserinnenkloster Wienhausen gestiftet, 1232 war ihre Schwester Agnes an der Gründung der Zisterzienserinnenabtei Seligenthal in Landshut beteiligt. Von Irmengards erster Stiftung im Tal der Oos existiert allerdings keine Urkunde. Im März 1245 haben ihre Söhne Rudolf und Hermann ihre Stiftung offiziell bestätigt und erweitert. Eine Urkunde von dieser Bestätigung befindet sich heute im Generallandesarchiv Karlsruhe (Sign. 35/34). Im Jahr 1245 siedelten einige Nonnen aus dem ebenfalls noch recht jungen Zisterzienserinnenkloster Wald bei Meßkirch nach Lichtenthal über, um die reguläre klösterliche Ordnung einzuführen. Zur ersten Äbtissin des Klosters ernannte man Schwester Trudlindis von Liebenstein aus dem Kloster Wald. Die Weihe durch den Straßburger Bischof Heinrich III von Stahleck sowie die Eingliederung in den Zisterzienserorden erfolgten 1248 unter der Paternität der Abtei Neuburg bei Hagenau. 

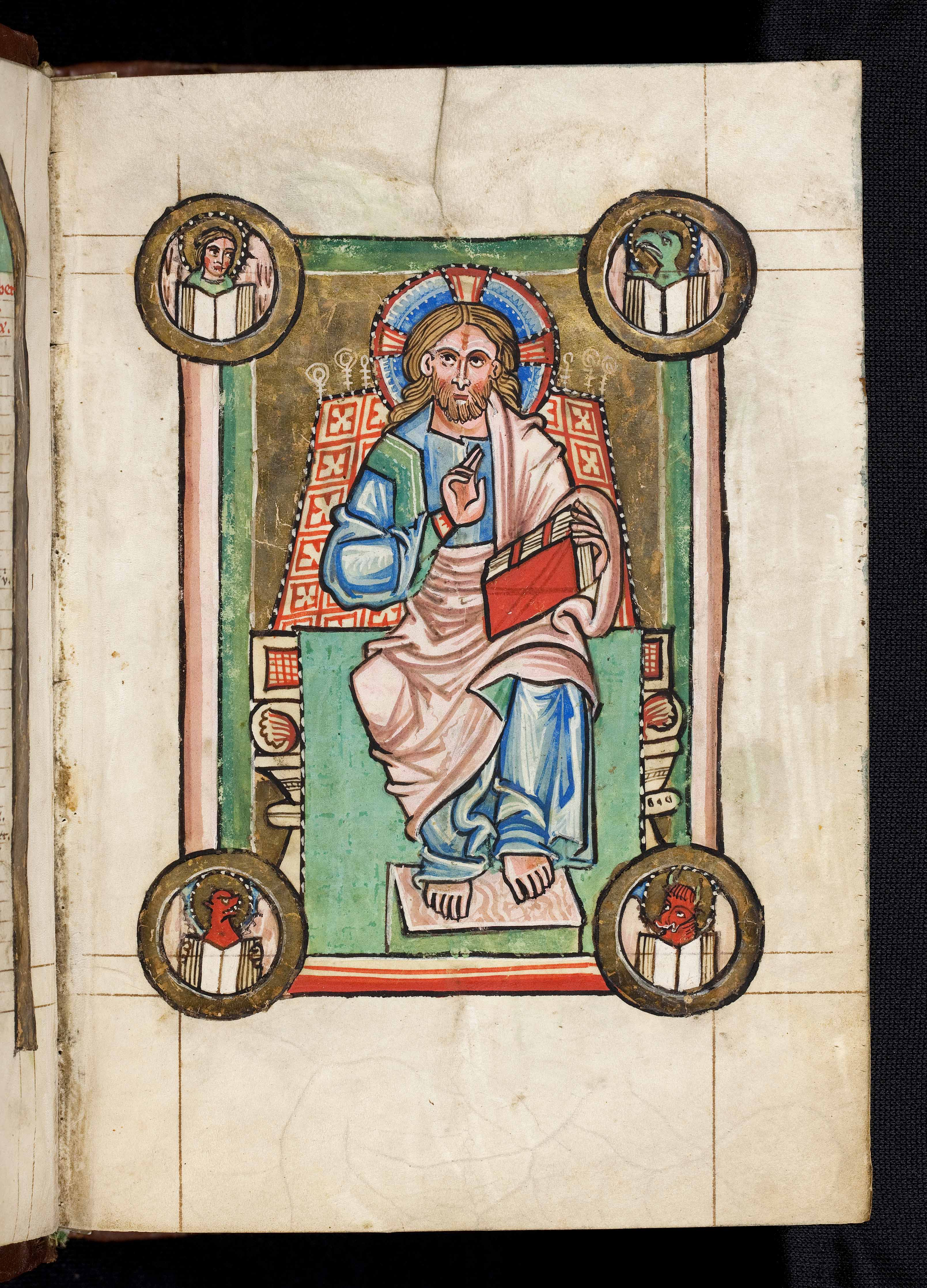
Darstellung von Christus als Weltenherrscher im sog. Gebetbuch der Markgräfin Irmengard (Oberrhein, 2. Hälfte 13. Jahrhundert Karlsruhe, Badische Landesbibliothek, Cod. Lichtenthal 25, fol. 8r)

Für die badische Landesgeschichte besitzt das Zisterzienserinnenkloster Lichtenthal als geistliches Zentrum der Markgrafschaft eine besondere Bedeutung: Es diente den Markgrafen von Baden nicht nur als Hauskloster, sondern auch als Grablege und genoss aufgrund der engen Verbindung mit dem Hause Badens materiellen Rückhalt. Aufgrund dieser engen Beziehung zum Haus Baden konnte die Abtei sowohl der kirchlichen Erneuerungsbewegung der Reformation im 16. Jahrhundert als auch der Säkularisation zu Beginn des 19. Jahrhunderts standhalten. Mit der direkten Nachbarschaft des Stammsitzes Hohenbaden zur Abtei Lichtenthal war auch die Abhaltung von besonderen Messen zu Feier- und Gedenktagen der Fürstenfamilie verbunden. Seit Irmengards Klostergründung im 13. Jahrhundert wurde die markgräfliche Familie in Form von ewigem Gedenken und Fürbitten bedacht. Im Gegenzug setzte sie sich wiederum wohlwollend für das Kloster ein. Die weitere Entwicklung der Abtei Lichtenthal war somit unmittelbar mit der Geschichte des Hauses Baden verflochten.

### 15. Jahrhundert
Annähernd 200 Jahre nach Gründung des Klosters Lichtenthal beschloss das Generalkapitel in Cîteaux am 14. September 1426 eine Reform der Lichtenthaler Abtei. Die Äbte von Lützel, Maulbronn und Herrenalb  nahmen dabei eine führende Rolle ein. Zentraler Punkt ihrer Forderungen war die Wiederherstellung eines geregelten Klosterlebens in Lichtenthal. Daneben gehörten die Einhaltung von Klausur und Liturgie sowie der Verzicht auf Privateigentum zum Reformprogramm.
An der Erneuerung des monastischen Lebens im Kloster Lichtenthal waren einige Nonnen aus der elsässischen Zisterzienserinnenabtei Königsbrück bei Hagenau beteiligt. Von dort wurde um 1440 Elisabeth Wiest als erste Reformäbtissin nach Lichtenthal berufen. Unter ihrer Führung etablierte sich ab etwa 1444 eine eigene Schreibstube. Einen großen Einfluss auf die Entwicklung seines Skriptoriums verzeichnete das Kloster Lichtenthal im 15. Jahrhundert durch Schwester Margaretha, die aufgrund ihrer Autorität als Lese- und Schreibmeisterin den Beinamen „Regula“ erhielt. Sie widmete sich über 30 Jahre dem Abschreiben sowie Übersetzen von Schriften und Lesungstexten. Darüber hinaus beschäftigte sie sich mit dem Kompilieren, Korrigieren und Bearbeiten von Texten.

### 17. Jahrhundert
1618 erfolgte die Gründung der Oberdeutschen Zisterzienserkongregation, welche 1623 durch das Generalkapitel in Cîteaux bestätigt wurde. Die Paternität über Lichtenthal ging somit zunächst an das Kloster Salem über. Aufgrund zahlreicher Mitglieder kam es zu einer Aufteilung der Oberdeutschen Zisterzienserkongregation in mehrere Provinzen, wobei Lichtenthal der elsässisch-schweizerischen Provinz zugeteilt wurde. 1625 erfolgte ein Wechsel der Paternität über Lichtenthal, welche nun der Abt von Lützel übernahm. Während des Dreißigjährigen Krieges übernahm das Kloster Lichtenthal die Rolle einer Herberge für Benediktinerinnen aus Frauenalb. Mit einem erneuten Wechsel der Paternität im Jahr 1668 fiel diese Rolle fortan dem Abt von Tennenbach zu.

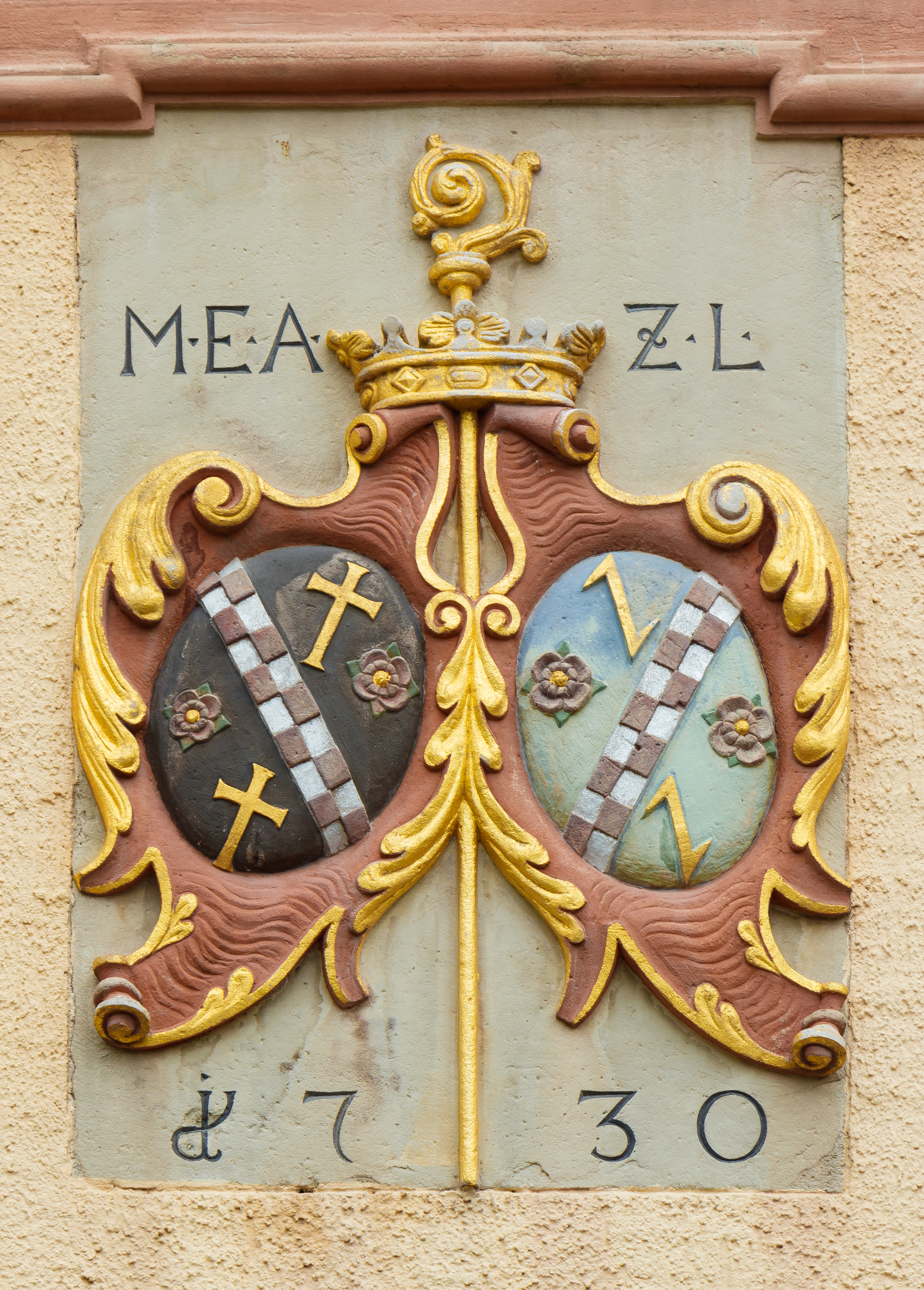
Wappenstein von Maria (M) Euphrosina (E) Wunsch (10.4.1678 – 12.6.1738), Äbtissin (A) zu (Z) Lichtental (L) am Hauptgebäude des Klosters

### 19. Jahrhundert

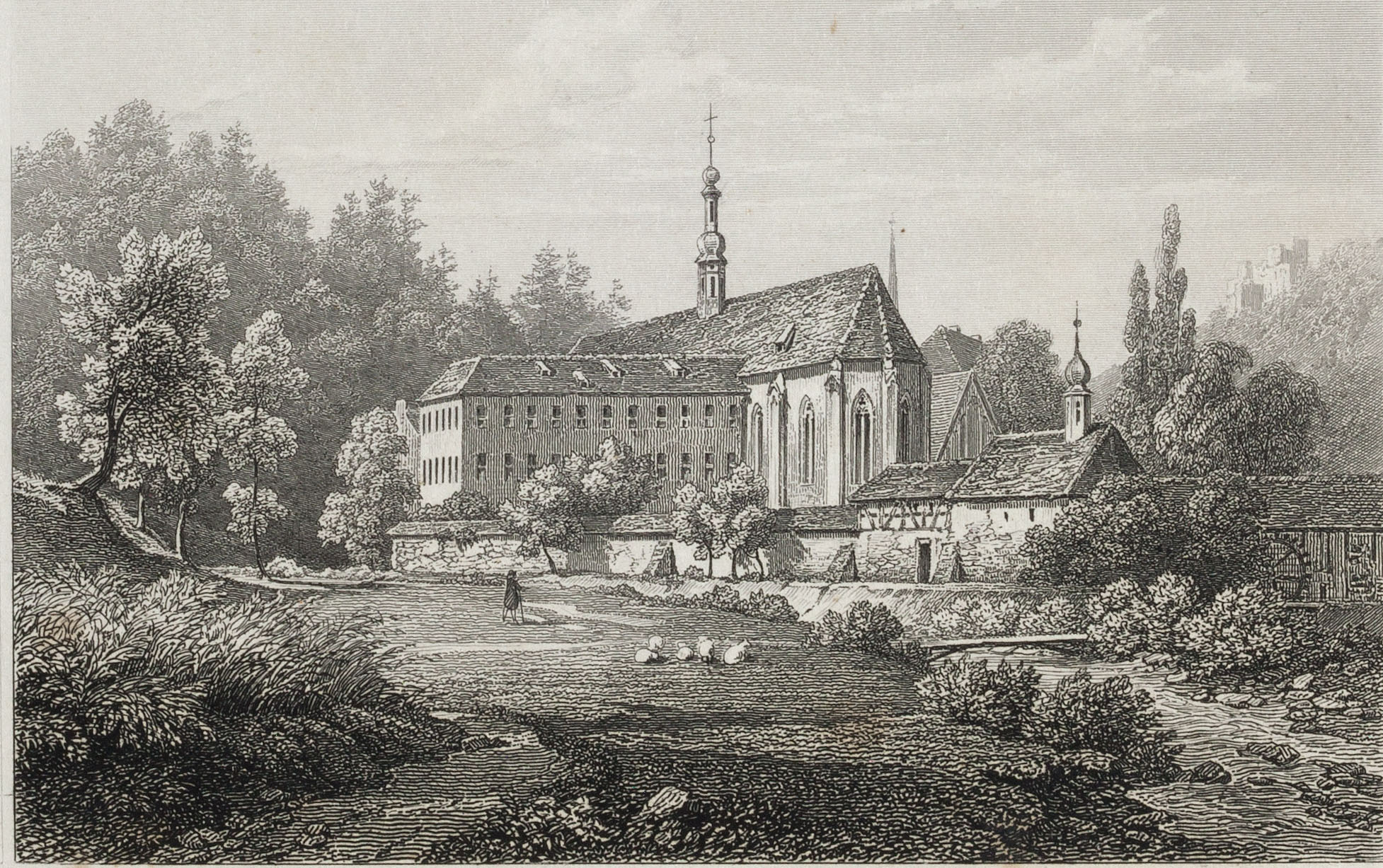
Ansicht der Lichtenthaler Abtei nach einem Stich von Carl Ludwig Frommel aus: Baden und seine Umgebungen in malerischen Ansichten, ca. 1823 (Karlsruhe, Badische Landesbibliothek, Sign. O 71 B 61 RH)

Als Folge der Französischen Revolution fielen viele Klöster in Frankreich und Deutschland der Säkularisation zum Opfer. Das Hauskloster der Markgrafen von Baden konnte jedoch fortbestehen: Schon im November 1802 hatte Markgraf Carl Friedrich (1728–1811) die Abtei unter landesherrliche Administration gestellt und somit eine Aufhebung verhindert. Die damals amtierende Äbtissin Thekla Trück (1775–1808) und der gesamte Konvent erhielten einen bescheidenen Unterhalt. Dennoch hatte die Abtei in der Folgezeit mit starken finanziellen Einbußen und Einschränkungen des spirituellen Lebens zu kämpfen. Im Nekrolog des Klosters wurde Carl Friedrich später als „zweyter Stifter Lichtenthals, und größter Gutthäter“ bezeichnet.
Nachdem 1806 auch die Zisterzienserabtei Tennenbach aufgelöst worden war, war das Kloster Lichtenthal vom übrigen Orden isoliert. Dennoch blieb es weiterhin ein Zufluchtsort für benachbarte Konvente, so z. B. für das Zisterzienserinnenkloster Wonnental. Auf Dauer gelang der Erhalt der Abtei allerdings nur dadurch, dass sie die Funktion einer Lehr- und Erziehungsanstalt übernahm. Am 9. Februar 1815 wurde das „Lehrinstitut Lichtenthal“ eröffnet, welches bis heute als Grundschule weitergeführt wird.

### Die „Affäre Mone“
Friedegar Mone (1829–1900), Sohn des ehemaligen Direktors des Generallandesarchivs Franz Josef Mone und Bruder der Lichtenthaler Chorfrau Maria Bernarda Mone († 25. Mai 1889), hatte seinen Vater bis zu dessen Tod bei der Herausgabe der Quellensammlung der badischen Geschichte unterstützt. Hierfür bedienten sie sich an ca. 200 Handschriften und Drucken aus dem Kloster Lichtenthal. Nach dem Tod seines Vaters sah sich Friedegar Mone trotz Einstellung des Drucks durch das badische Innenministerium als rechtmäßiger Herausgeber der Quellensammlung an. Er unterschlug die wertvollen Bücher, tilgte einschlägige Besitzvermerke und gab an, jene Handschriften und Drucke selbst käuflich erworben zu haben. In den 1880er-Jahren gelang es ihm, Teile der Buchbestände zu veräußern. Der badische Staat kaufte daraufhin einen Großteil der illegal verkauften Schriften zurück, welcher 1889 in die Großherzoglich-Badische-Bibliothek nach Karlsruhe gelangte.

### Heute
Die Abtei Lichtenthal dient heute als Bildungs- und Gästehaus mit verschiedenen Kursprogrammen. Die Nonnen widmen sich neben dem feierlichen Stundengebet der Erziehung – im Kloster befindet sich die Grundschule des Stadtteils Lichtental – und dem religiösen Kunsthandwerk. Die derzeitige Äbtissin ist Maria Bernadette Hein. Als 46. Äbtissin der Abtei in Nachfolge von Adelgundis Selle (1989–2001) leitet sie das Kloster seit 2001.

## Liste der Äbtissinnen
1. 1247–1249: Trudlindis von Liebenstein, 1246 vom Kloster Wald berufen
2. 1249–1252: Mechtildis von Liebenstein, resignierte 1252
3. 1252–1257: Adelheid von Krautheim, kam aus dem Kloster Himmelspforten
4. 1257–1258: Mechtild von Wildenstein, kam aus dem Kloster Wald
5. 1258–1263: Meza von Lichtenberg
6. 1263–1295: Adelheid von Baden
7. 1295–1312: (Adelheid von Lichtenberg I.) ?[14] (eine wohl fälschlich genannte Kunigunde von Zollern war die Mutter von Kunigunde von Zollern, siehe Nr. 13)
8. 1312–1320: Elisabeth von Lichtenberg[14]
9. 1320–1336: Agnes von Lichtenberg I.[14]
10. 1336–1338: Adelheid von Beuchlingen[14]
11. 1338–1361: Agnes Markgräfin von Baden
12. 1361–1367: Adelheid von Tübingen-Herrenberg (Adelheid von Tübingen und Adelheid Gräfin von Herrenberg sind identische Personen)[14]
13. 1367–1381: Kunigunde von Zollern (ist die Tochter von Kunigunde von Zollern und Friedrich VI. (Zollern))
14. 1381–1384: Hildegard von Finstingen[14]
15. 1384–1399: Adelheid von Lichtenberg II.[14][15]
16. 1401–1406: Johanna von Leiningen[14]
17. 1407– ca. 1413: Adelheid von Helfenstein?[14]
  - 1413–1423: Interim
  - ca. 1413: Mechtild von Lichtenberg (urkundlich belegt 1413; 1420 wird weiter eine Elisabeth von Leiningen als Äbtissin erwähnt)[14]
  - 1429–1436:[14] Agnes von Lichtenberg II. (evtl. auch 1428/38)[16]
18. ca. 1444–1458: Elisabeth Wiest
19. 1458–1476: Anna Strauler, gest. 1. August 1487
20. 1477–1496: Margarethe Markgräfin von Baden (20. Mai 1452–14. Januar 1496)
21. 1496–1519: Maria Markgräfin von Baden (2. Juli 1473–9. Januar 1519)
22. 1519–1544: Rosula Röder von Hohenrodeck
23. 1544–1551: Anna von Mörsperg
24. 1551–1597: Barbara Vehus, gest. 16. Februar 1597
25. 1597–1625: Margaretha Stülzer (1563–22. August 1625) aus Ettlingen
26. 1625–1640: Margaretha Göll
27. 1640–1642: Rosina Herzog
28. 1642–1658: Eva Regina Springauf, gest. 28. August 1658
29. 1658–1686: Margaretha Loys, (1610/11–25. März 1686)
30. 1686–1687: Thekla Schütz, gest. 13. Dezember 1687
31. 1687–1720: Euphrosina Lorenz, gest. 2. März 1720
32. 8. März 1720–1726: Agnes Polentari, gest. 26. Dezember 1726
33. 3. Januar 1727–1738: Euphrosina Wunsch (10. April 1678–12. Juni 1738) aus Baden-Baden
34. 19. Juni 1738–1775: Benedikta Grasmaier aus Ellwangen, gest. 23. Oktober 1775
35. 28. Oktober 1775–1808: Thekla Trück (7./8. November 1739–11. Januar 1808) aus Kuppenheim
36. 24. Februar 1808–1834: Cäcilia Lauf (7. November 1760–18. Mai 1834) aus Schuttertal
37. 25. August 1834–1857: Amalia Trenkle (6. Februar 1795–15. November 1857) aus Ettenheim-Münchweier
38. 21. Januar 1858–1875: Sophia Schell (1801–29. Dezember 1875)
39. 8. Februar 1876–1880: Aloysia Schreiber (15. Juli 1827–5. April 1880) aus Karlsruhe
40. 24. Mai 1880–1909: Magdalena Kollefrath
41. 1909–1928: Gertrudis Molz
42. 1928–1943: Bernarda Geiler († 28. September 1947)
43. 1947–1974: Adelgundis Lohrmann
44. 1974–1988: Lucia Reiss
45. 1989–2001: Adelgundis Selle (27. Juli 1921–12. Januar 2008) aus Düsseldorf
46. seit 2001: Maria Bernadette Hein (* 25. September 1958) aus Koblenz-Güls

## Klosteralltag

### Gottesdienst und Gebet in der Zisterzienserinnenabtei
Für den Gottesdienst waren seit dem Mittelalter täglich fünf bis sieben Stunden, für private geistliche Lektüre und persönliches Gebet drei bis fünf Stunden vorgesehen. Ein essentieller Teil des Tages stellte das Stundengebet dar, welches die Nonnen sieben Mal am Tag gemeinsam abhielten, und das Singen von Psalmen, Hymnen und Antiphonien, das Lesen aus der Bibel, Kirchenvätern oder Heiligenleben sowie das Sprechen von Gebeten beinhaltete. Gegen zwei Uhr morgens wurde die Vigil abgehalten. Bei Tagesanbruch kamen die Nonnen zum Singen des Morgenlobes in der Kirche zusammen. Ihren weiteren Tagesablauf unterbrachen die Nonnen für die Stundengebete Prim, Terz, Sext und Non, die Konventmesse sowie für das Kapitel. Darüber hinaus wurden Jahrzeiten für verstorbene Konventangehörige, Verwandte und Wohltäter abgehalten, bestehend aus einer am Gedenktag abgehaltenen Vigil sowie einer Seelenmesse. Während des Kapitels kamen die Nonnen zur Beratung zusammen. Darüber hinaus nahmen sie Wahlen und die Beratung über Güterverkäufe und Geldaufnahmen vor sowie die Verteilung der täglichen Arbeit. Das Kapitel begann mit einem kurzen Gebet, gefolgt von einer Lesung aus dem Martyrologium und der Regel. Auch ein Bekennen der Regel- und Satzungsverstöße durch die Nonnen war im Kapitel vorgesehen, wofür sie je nach Schweregrad bestraft wurden: von zusätzlichen Fastentagen bis hin zur Exkommunikation.

### Kleidung der Zisterzienserinnen
Der puritanische Habit der Zisterzienserinnen bestand aus einer weißen Tunika, einem Skapulier, darüber eine lange, weitärmelige Kukulle, ebenfalls ungefärbt, mit einem schwarzen Gürtel. Darüber hinaus gehörten zur Ordenstracht ein Schleier, der bei den Novizinnen weiß, ansonsten schwarz ist sowie Strümpfe und lederne Riemenschuhe. Der Habit musste zu jeder Zeit getragen werden, auch in der Nacht, um immerzu zum Chorgebet bereit zu sein. Lediglich für die Dauer der Arbeit war es den Nonnen gestattet, das Skapulier abzulegen. Während der Winterzeit konnten zwei Kukullen sowie mehrere Tuniken übereinander getragen werden. Trotz der asketischen Kleidungsweise nahmen die Nonnen bis zur tridentinischen Reform im 16. Jahrhundert Veränderungen an ihrem Habit vor, wie ein an der damaligen Mode orientierter Schnitt oder mit Edelsteinen bestückte Gürtel.

### Arbeit im Kloster
Gemäß der Benediktinerregel waren sechs bis acht Stunden täglich für die Arbeit vorgesehen, beginnend nach der Prim und mit Sonnenuntergang endend. Diese Arbeit stellte keinen ökonomischen Nutzen dar, vielmehr diente sie als Ausgleich zum Gebet und als Mittel der religiösen Selbstvervollkommnung. Zu Zeiten des Mittelalters war körperliche Arbeit den Bauern und Handwerkern vorbehalten, die Nonnen hingegen stammten aus dem Adel oder der bürgerlichen Oberschicht. Im 14. und 15. Jahrhundert führten sie Näh- und Stickarbeiten sowie Backen häufig zu ihrem eigenen Nutzen aus. Eine Reformbewegung im 15. Jahrhundert stellte in der Lichtenthaler Abtei schließlich wieder ein regelgetreues Leben her. Auch die Schreibtätigkeit im Lichtenthaler Skriptorium unter Leitung von Schwester Regula blühte ab ca. 1450 auf.

## Baugeschichte der Klosterkirche
Im Laufe der Jahrhunderte wurde die Klosteranlage mehrfach erweitert und umgebaut:

### Lichtenthal I
Der Bau der ersten Lichtenthaler Klosterkirche begann im Zuge der Gründung des Frauenklosters, wie eine Urkunde aus dem Jahr 1245 besagt. Aus den Klosterannalen von 1248 sowie aus einer Notiz im ältesten Lichtenthaler Antiphonale geht hervor, dass drei Jahre nach Beginn des Baus die Weihe des Hochaltars durch den Straßburger Bischof erfolgte, ebenso die Beisetzung des Markgrafen Hermann von Baden vor dem Altar. Zeitgleich mit der Weihe der Klosterkirche am 3. November 1248 hatte man die Gebeine von Markgraf Hermann V. aus der fürstlichen Grablege in Backnang in den Chor der Klosterkirche nach Lichtenthal überführt. Im Jahr 1248 wurde der Ostflügel und möglicherweise Teile des Südflügels fertiggestellt, bevor 1252 die Errichtung der Kirche mit der Altarweihe vollendet wurde.

### Lichtenthal II
Nach 1300 erfolgte der Bau einer neuen Kirche nach dem Vorbild der großen hochgotischen Zisterzienserinnenkirchen Frankens. Der Innenraum der langgestreckten, schmalen Kirche erstreckt sich über eine Länge von mehr als 56 Meter bei einer Breite von 9,50 Meter. Eine Urkunde belegt die Weihe des Chores, seines Hauptaltars sowie seiner beiden Nebenaltäre für den 1. November 1332. Zu Zeiten der Spätgotik fand ein Umbau des Nonnenchores statt, von welchem ein Kopialbuch um 1624 berichtet. Demnach erfolgte die Weihe des Nonnenchores am 11. Juni 1470, zusammen mit einer erneuten Weihe der gesamten Kirche.
In der gotischen Klosterkirche sind Kunstwerke aus verschiedenen Jahrhunderten zu bewundern wie z. B. ein Kruzifix, farbig bemalte Steinkanzel, eine Madonna mit Kind, ein Wandbild der Kreuzigung, Chorfenster und ein kunstvoll geschnitztes Chorgestühl. Auf Initiative der Äbtissin Margaretha von Baden kam es gegen Ende des 15. Jahrhunderts zur Ausgestaltung der Klosterkirche mit kostbaren Werken spätgotischer Kunst.

Die 1678 erbaute Einsiedlerkapelle dient den Nonnen als Friedhofskapelle. Ein stattlicher Torbau, der 1781 errichtet wurde, führt heute in die von einer Mauer umgebene dreieckige Klosteranlage, zu der heute noch neben Abtei-, Konvents-, Ökonomie- und Schulgebäude die Klosterkirche, die Fürstenkapelle, eine Einsiedlerkapelle sowie ein Marienbrunnen gehören. 

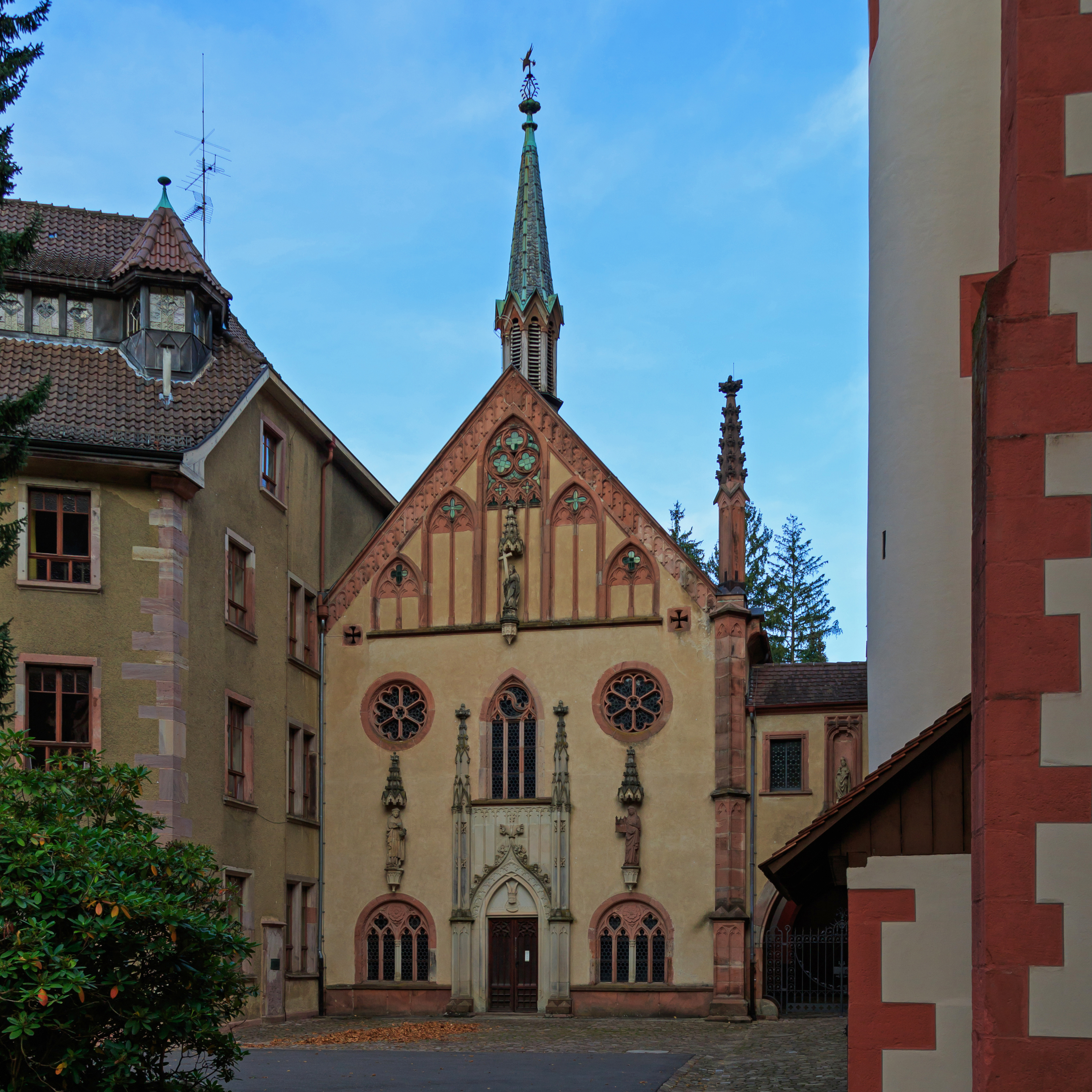
Fürstenkapelle

### Fürstenkapelle
In seinem Todesjahr 1288 stiftete Markgraf Rudolf I. von Baden die sog. Fürstenkapelle, die fortan für insgesamt acht Generationen der Markgrafen von Baden als Grabstätte diente. Erst im 15. Jahrhundert übernahm die Pfarr- und Stiftskirche in Baden-Baden diese Funktion vom Kloster Lichtenthal. Ab 1424 setzte man aus Platznot nur die Herzen der Verstorbenen bei, wie dasjenige des Markgrafen Ludwig Wilhelm von Baden am 4. Januar 1707. Neben den Gräbern, dem Hochaltar und mehreren Seitenaltären beherbergt die Fürstenkapelle auch die berühmte Schlüsselmadonna. Dieser Madonna wird in Gefahrensituationen der Klosterschlüssel anvertraut. Das Kloster hat bis heute jeden Angriff unversehrt überstanden, wie auch in den Sagen der Baden-Badener Trinkhalle überliefert ist. Die drei Statuen über dem Portal der Fürstenkapelle stammen aus dem Kloster Allerheiligen und zeigen zuoberst die Heilige Helena, links Gerungus, erster Abt von Allerheiligen, und rechts Uta von Schauenburg, die Stifterin des Klosters Allerheiligen und eine Verwandte der Markgräfin Irmengard.

### Das heutige Kloster
Das Kloster Lichtenthal besteht seit seiner Gründung im 13. Jahrhundert als einziges in Deutschland neben den beiden Oberlausitzer Zisterzienserinnenklöstern St. Marienthal und St. Marienstern ununterbrochen fort. Ursprünglich wurde es als „Kloster Büren“ bezeichnet. Seinen heutigen Namen erhielt es vom Haus Lichtenberg, einem benachbarten Adelsgeschlecht. Im Jahr 1995 feierte das Kloster sein 750-jähriges Bestehen. Die derzeitige Äbtissin ist Mutter Maria Bernadette Hein. Als 46. Äbtissin der Abtei in Nachfolge von Adelgundis Selle (1989–2001) leitet sie das Kloster seit 2001. Die Nonnen widmen sich neben dem feierlichen Stundengebet der Erziehung – im Kloster befindet sich seit 1980 die Grundschule des Baden-Badener Stadtteils Lichtental – und dem religiösen Kunsthandwerk. Die Abtei Lichtenthal dient heute als Bildungs- und Gästehaus mit verschiedenen Kursprogrammen. Darüber hinaus umfasst die Klosteranlage eine psychotherapeutische Praxis, Kunstwerkstätten, ein Café, einen Klosterladen sowie eine klostereigene Bibliothek, welche ca. 200 Bände umfasst. Aufgrund der besonderen Beziehung zur markgräflichen Familie konnte sich das Kloster Lichtenthal äußeren Einflüssen weitgehend widersetzen. So hat sich in der Abtei eine einzigartige Fülle an kunst- und kulturgeschichtlichen Zeugnissen erhalten.